# ビールズ・ライト
ビールズ・コールマン・ライト（Beals Coleman Wright, 1879年12月19日 - 1961年8月23日）は、アメリカ・マサチューセッツ州ボストン出身の男子テニス選手。20世紀初頭にアメリカを代表する選手として活躍し、全米選手権で男子シングルス1勝・男子ダブルス3連覇を挙げ、1904年セントルイス五輪で単複の金メダルを獲得した人である。彼は1900年から始まった男子テニス国別対抗戦「デビスカップ」でも、黎明期のアメリカ・チームを代表する選手として活躍した。左利きの選手。

## 来歴
ライトは1897年から全米選手権に出場し始め、1901年に初めて男子シングルス・男子ダブルスの決勝に進出したが、この時は2部門とも準優勝に終わっている。1904年から1906年まで、ライトはホルコム・ウォード（1878年 - 1967年）とペアを組み、全米選手権で男子ダブルス3連覇を達成した。全米ダブルス初優勝を果たした1904年に、ライトはセントルイス五輪で単複の金メダルを獲得した。この大会では、テニス競技は男子シングルス・ダブルスのみが実施され、女子部門の競技は行われなかった。出場選手も、男子シングルスにエントリーした37名のうち、2名のドイツ人選手以外はすべてアメリカ人選手であり、男子ダブルスは16組のアメリカ人選手のペアで優勝を争った。ライトは男子シングルス決勝でロバート・ルロイ（1885年 - 1946年）を 6-4, 6-4 で破り、男子ダブルスではエドガー・レナード（1881年 - 1948年）とのペアで、ルロイとアルフォンゾ・ベル（1875年 - 1947年）の組を 6-4, 6-4, 6-2 で破って優勝した。第3回の近代オリンピックは、オリンピック史上初めて北米大陸で開催されたが、ヨーロッパからの参加国が非常に少なかったことで知られている。
ライトはオリンピックの翌年、1905年の全米選手権で男子シングルス初優勝を達成した。1901年以来4年ぶりの「チャレンジ・ラウンド」決勝戦を制した後、「オールカマーズ・ファイナル」で待っていた大会前年優勝者は、ダブルス・パートナーのホルコム・ウォードであった。ライトはウォードを 6-2, 6-1, 11-9 で破り、全米選手権の男子シングルスで史上2人目の「左利きの男子シングルス優勝者」になった。1906年の大会では、ライトはウォードとのペアで男子ダブルス3連覇を達成したが、大会前年優勝者の資格で出場した男子シングルスの「オールカマーズ・ファイナル」でウィリアム・クローシャー（1881年 - 1962年）に敗れ、シングルス2連覇を逃した。2年後の1908年、ライトは4年ぶり3度目のチャレンジ・ラウンドを制したが、オールカマーズ・ファイナルでウィリアム・ラーンドに敗退する。その後、1910年と1911年の2度チャレンジ・ラウンド決勝敗退があった。
ライトは全米選手権とオリンピック以外にも、1910年のウィンブルドン選手権でアメリカ人男子選手初の「チャレンジ・ラウンド」決勝進出を果たしている。このチャレンジ・ラウンド決勝ではアンソニー・ワイルディングに 6-4, 6-4, 3-6, 2-6, 3-6 の逆転負けを喫し、アーサー・ゴアとの「オールカマーズ・ファイナル」決勝を逃した。黎明期のデビスカップでも、1905年・1907年・1908年・1912年の4度アメリカ代表選手として出場している。
彼は1912年の全米選手権とデビスカップを最後に、いったんテニス界の第一線から退いたが、6年後の1918年全米選手権で最後の試合出場をした。39歳に近づいていた彼は、1908年以来10年ぶりとなった男子ダブルス決勝で、フレッド・アレクサンダーと組んで準優勝する。現役最後のシングルス戦の相手は、4回戦で顔を合わせた日本の熊谷一弥であった。ライトは熊谷に 6-8, 6-3, 1-6, 2-6 で敗れ、20年ほどに及んだテニス経歴に終止符を打った。
選手引退後のライトはマサチューセッツ州ブルックラインに在住し、1956年に国際テニス殿堂入りを果たす。1961年8月23日、ビールズ・ライトはイリノイ州オールトンにて81歳で逝去した。

## 主な成績
- 全米選手権 男子シングルス：1勝（1905年）/男子ダブルス：3勝（1904-06年） ［男子シングルス準優勝2度：1901年、1908年］
- オリンピック 1904年セントルイス五輪：男子シングルス・男子ダブルス金メダル
- ウィンブルドン選手権 チャレンジ・ラウンド準優勝：1910年